# Зімник (Нижньосілезьке воєводство)
Зімник (пол. Zimnik) — село в Польщі, у гміні Мсцивоюв Яворського повіту Нижньосілезького воєводства.
Населення — 211 осіб (2011).
У 1975-1998 роках село належало до Легницького воєводства.

## Демографія
Демографічна структура станом на 31 березня 2011 року:
|          | Загалом | Допрацездатний вік | Працездатний вік | Постпрацездатний вік |
| -------- | ------- | ------------------ | ---------------- | -------------------- |
| Чоловіки | 112     | 28                 | 77               | 7                    |
| Жінки    | 99      | 16                 | 61               | 22                   |
| Разом    | 211     | 44                 | 138              | 29                   |